# Municipio de Santa María Chilchotla
El municipio de Santa María Chilchotla es uno de los 570 municipios en que se divide para su régimen interior el estado mexicano de Oaxaca. Situado en el norte del territorio, su cabecera es la población del mismo nombre.

## Geografía
El municipio de Santa María Chilchotla se encuentra en el norte del estado de Oaxaca y en sus límites con los estado de Puebla y de Veracruz de Ignacio de la Llave; pertenece al distrito de Teotitlán y a la Región Sierra de Flores Magón. Tiene una extensión territorial de 284.45 kilómetros cuadrados que representan el 0.30 % de la extensión total del estado. Sus coordenadas geográficas extremas son 18°10′ - 18°24′ de latitud norte y 96°35′ - 96°52′ de longitud oeste, con una altitud que va de 2100 a 0 metros sobre el nivel del mar.
Sus límites corresponden al noreste con el municipio de Acatlán de Pérez Figueroa y con el municipio de San Miguel Soyaltepec; al sur con el municipio de San José Independencia, con el municipio de San José Tenango y con el municipio de Huautla de Jiménez y al suroeste con el municipio de Eloxochitlán de Flores Magón. Al extremo norte limita con el municipio de Tezonapa del estado de Veracruz y al noroeste con el municipio de San Sebastián Tlacotepec del estado de Puebla.

## Demografía
El municipio de Santa María Chilchotla de acuerdo con los resultados del Censo de Población y Vivienda llevado a cabo en 2010 por el Instituto Nacional de Estadística y Geografía, tiene una población total de 20 584 personas, de las que 10 098 son hombres y 10 486 son mujeres.
La densidad de población asciende a un total de 72.36 personas por kilómetro cuadrado.

### Localidades
El municipio incluye en su territorio un total de 112 localidades. Las principales, considerando su población del censo de 2lavrevolucion
| Población | Localidad (2010)       |
| --------- | ---------------------- |
| 1 642     | Santa María Chilchotla |
| 717       | Río Lodo               |
| 681       | Río Sapo               |
| 646       | San Rafael             |
| 572       | Barranca Seca          |
| 466       | Loma Alta              |
| 20 584    | Total Municipio        |

## Política
El gobierno de Santa María Chilchotla se rige por principio de usos y costumbres que se encuentra vigente en un total de 424 municipios del estado de Oaxaca y en las cuales la elección de autoridades se realiza mediante las tradiciones locales y sin la intervención de los partidos políticos. 
El ayuntamiento de Santa María Chilchotla está integrado por el presidente municipal, un síndico y un cabildo integrado por once regidores.

### Representación legislativa
Para la elección de diputados locales al Congreso de Oaxaca y de diputados federales a la Cámara de Diputados federal, el municipio de Santa María Chilchotla se encuentra integrado en los siguientes distritos electorales:
Local:
- Distrito electoral local de 1 de Oaxaca con cabecera en Acatlán de Pérez Figueroa.[4]

Federal:
- Distrito electoral federal 2 de Oaxaca con cabecera en Teotitlán de Flores Magón.[5]